# First Date (chanson de Yukiko Okada)
Singles de Yukiko Okada
Little Princess
(18 juillet 1984)
Pistes de Cinderella
Sonnet
First Date (ファースト・デイト, trad. : « Première date ») est le 1er single de la chanteuse pop japonaise Yukiko Okada sorti en 1984.

## Développement
Il s'agit du premier disque d'Okada marquant ses débuts dans le monde la musique après avoir gagné un concours de jeu télévisé un an auparavant. Le single sort le 21 avril 1984 initialement sous format vinyle et cassette audio. Il atteint la 20e place du classement hebdomadaire des ventes de l'Oricon.
Le single comprend deux titres seulement : la chanson-titre First Date écrite et composée par une autre chanteuse Mariya Takeuchi et une chanson en face B Soyo Kaze wa Peppermint écrite par Shun Taguchi et composée par Omura Masaaki.
Après sa sortie, la chanson-titre est utilisée comme spot publicitaire pour la marque Glico Cafe Jelly. Elle figurera en dernière piste sur le premier album complet de la chanteuse intitulé Cinderella qui sera mis en vente des mois plus tard, en septembre 1984. Sa face B quant à elle n'est pas retenue pour figurer sur le premier album et sera cependant sur la compilation Okurimono de novembre suivant, sur laquelle la chanson-titre figure également.

## Reprise
La chanson-titre est bien plus tard reprise en single le 21 août 2013 par le groupe d'idoles Sunmyu (édition du single en fait attribué à Sun-μ (β)) sous le même label. Il figurera notamment en août 2014 sur le premier album du groupe Mirai Chizu (cette fois-ci sous son appellation actuelle Sunmyu).

## Liste des titres
| 1.   | First Date (ファースト・デイト)                | 2:52 |
| 2.   | Soyo Kaze wa Peppermint (そよ風はペパーミント) | 3:20 |
| 6:12 |                                                |      |